# Сен-Дидье-сюр-Шаларон
Сен-Дидье́-сюр-Шаларо́н (фр. Saint-Didier-sur-Chalaronne) — коммуна во Франции, находится в регионе Рона — Альпы. Департамент — Эн. Входит в состав кантона Туассе. Округ коммуны — Бурк-ан-Брес.
Код INSEE коммуны — 01348.

## География

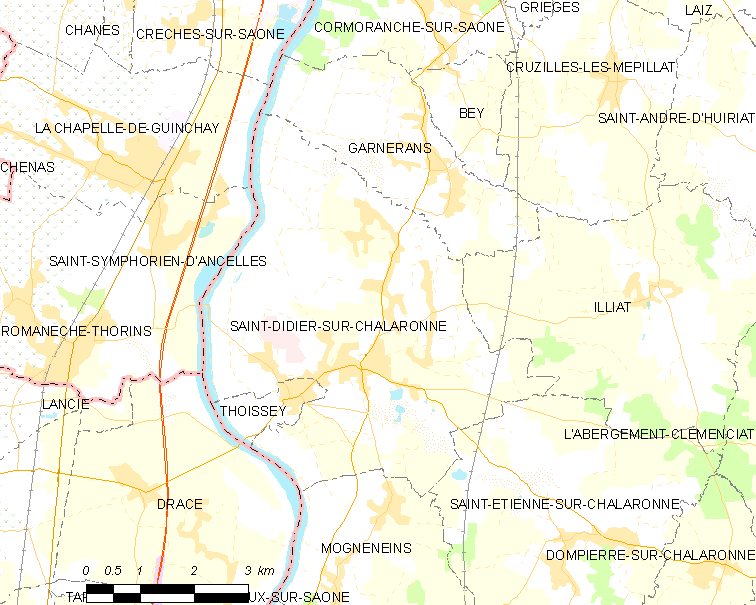
Карта коммуны

Коммуна расположена приблизительно в 360 км к юго-востоку от Парижа, в 50 км севернее Лиона, в 32 км к западу от Бурк-ан-Бреса.
На западе коммуны протекает река Сона, а на юге — Шаларон.

## Климат
Климат полуконтинентальный с холодной зимой и тёплым летом. Дожди бывают нечасто, в основном летом.

## Население
Население коммуны на 2010 год составляло 2776 человек.
| 1962 | 1968 | 1975 | 1982 | 1990 | 1999 | 2010 |
| ---- | ---- | ---- | ---- | ---- | ---- | ---- |
| 1630 | 1665 | 1752 | 1968 | 2065 | 2263 | 2776 |

## Администрация
| Период | Период | Фамилия           | Партия                             | Примечания                       |
| ------ | ------ | ----------------- | ---------------------------------- | -------------------------------- |
| 1966   | 1978   | Реймон Ноэль      | Движение левых радикал-социалистов | член генерального совета кантона |
| 1978   | 1995   | Франсуа Баладье   |                                    |                                  |
| 1995   | 2001   | Пьер Монтанье     |                                    |                                  |
| 2001   | 2006   | Патрик Неппер     |                                    |                                  |
| 2007   | 2020   | Мюриель Люга-Жиро |                                    |                                  |

## Экономика
В 2010 году среди 1722 человек трудоспособного возраста (15—64 лет) 1278 были экономически активными, 444 — неактивными (показатель активности — 74,2 %, в 1999 году было 71,5 %). Из 1278 активных жителей работали 1189 человек (653 мужчины и 536 женщин), безработных было 89 (32 мужчины и 57 женщин). Среди 444 неактивных 142 человека были учениками или студентами, 163 — пенсионерами, 139 были неактивными по другим причинам.